# Сухциці (Лодзинське воєводство)
Сухциці (пол. Suchcice) — село в Польщі, у гміні Дружбиці Белхатовського повіту Лодзинського воєводства.
Населення — 216 осіб (2011).
У 1975-1998 роках село належало до Пйотрковського воєводства.

## Демографія
Демографічна структура станом на 31 березня 2011 року:
|          | Загалом | Допрацездатний вік | Працездатний вік | Постпрацездатний вік |
| -------- | ------- | ------------------ | ---------------- | -------------------- |
| Чоловіки | 101     | 20                 | 76               | 5                    |
| Жінки    | 115     | 24                 | 66               | 25                   |
| Разом    | 216     | 44                 | 142              | 30                   |